# Robert Fisk
Robert Fisk, född 12 juli 1946 i Maidstone i Kent, död 30 oktober 2020 i Dublin på Irland, var en brittisk journalist med inriktning på Mellanöstern.

## Biografi
Fisk var Belfastkorrespondent för The Times 1971–1975, Mellanösternkorrespondent för samma tidning 1976–1986, och hade därefter samma position för The Independent. Han flyttade till Beirut 1976, och hade kvar sin lägenhet där fram till sin död. Han rapporterade bland annat från de israeliska och syriska invasionerna av Libanon, afghansk-sovjetiska kriget, Bosnienkriget, Algeriet, revolutionen i Iran, Iran–Irak-kriget, Kuwaitkriget, Kosovokriget, Irakkriget och den palestinska intifadan. Han träffade även och intervjuade Usama bin Ladin flera gånger.
Fisk var även författare, och skrev bland annat boken Pity the Nation om Libanons moderna historia.
Hans artiklar från Mellanöstern översattes regelbundet bland annat för den norska tidningen Klassekampens pappersutgåva.

## Utmärkelser
- Hedersdoktor vid Lancaster University,  1984
- Jacob's Award,  1991
- James Cameron Memorial Trust Award,  1991
- Amnesty International UK Media Award,  1992
- Foreign Reporter of the Year,  1994
- Foreign Reporter of the Year,  1995
- Amnesty International UK Media Award,  1998
- Orwell Prize,  1999
- Amnesty International UK Media Award,  2000
- Martha Gellhorn Prize for Journalism,  2002[7]
- Hedersdoktor vid Saint Andrews-universitetet,  2004
- Premi Godó de reporterisme i assaig periodístic,  2004
- Hedersdoktor vid Queen's University Belfast,  2006[8]
- Lannan Cultural Freedom Prize,  2006
- Hedersdoktor vid universitetet i Gent,  24 mars 2006[9]
- Hedersdoktor vid universitetet i Kent,  2008[10]
- Hedersdoktor vid Trinity College, Dublin,  2008[11]
- Carey McWilliams Award,  2011[12]
- Hedersdoktor vid det amerikanska universitetet i Beirut

[Redigera Wikidata]